# Suffimen
Als Suffimen wird ein rituelles Reinigungsmittel bezeichnet, das im religiösen Kult des antiken Rom Verwendung fand.
In allgemeiner Bedeutung heißt suffimen so viel wie „Räucherwerk“.
Speziell bezieht sich der Begriff auf ein beim römischen Fest der Parilia am 21. April verwendetes Reinigungsmittel. Die Hauptquelle dafür ist Ovid, Fasti IV, S. 731–734:
| i, pete virginea, populus, suffimen ab ara; Vesta dabit, Vestae munere purus eris. sanguis equi suffimen erit vitulique favilla, tertia res durae culmen inane fabae. | Gehe, Volk, hole suffimen vom jungfräulichen Altar; die Göttin Vesta wird es geben, durch Vestas Gabe wirst du rein sein. Das suffimen wird Pferdeblut sein und Asche vom Kalb, der dritte Bestandteil: leerer Halm der harten Bohne. |

Die genaue Zubereitung, Zusammensetzung und Verwendung des suffimen ist in vieler Hinsicht unklar. Die Asche der Kälber stammte laut Fasti IV, 640 von den ungeborenen Kälbern der dreißig trächtigen Kühe, die sechs Tage vorher, am Fest der Fordicidia (15. April) Tellus, der Göttin der nährenden Erde, geopfert wurden. Die ungeborenen Kälber wurden dabei von der ältesten Vestalin verbrannt.
Hinsichtlich des Pferdebluts geht die Forschung mehrheitlich davon aus, dass es sich um das Blut des am 15. Oktober des Vorjahres geopferten Oktoberpferdes handelt. Dieser Schluss ist jedoch nicht zwingend.
Am unklarsten ist die Anwendung des suffimen. Die Annahme, ein Gemisch von Blut, Asche und Bohnenstroh sei zur Räucherung verwendet worden, wurde schon von Mannhardt abgelehnt, der ebenso wie spätere Autoren davon ausgeht, dass die Mischung von Blut und Asche auf Haufen brennenden Bohnenstrohs geworfen wurde, um Rauch zu erzeugen.